# Échangeur de chaleur
Un échangeur de chaleur est un dispositif permettant de transférer de l'énergie thermique d'un fluide vers un autre sans les mélanger. Le flux thermique y traverse la surface d'échange qui sépare les fluides.
L'intérêt du dispositif réside dans la séparation des deux circuits et dans l'absence d'autres échanges que la chaleur, qui maintient les caractéristiques physico-chimiques (pression, concentration en éléments chimiques...) de chaque fluide inchangées hormis leur température ou leur état.
Un échangeur se caractérise par les fluides en présence, le but recherché et la puissance à mettre en œuvre ; ces critères déterminent sa forme et ses dimensions optimales.

## Applications
Les échangeurs de chaleur sont utilisés dans de nombreux domaines et ont nombre d'applications, telles que :
- les chaudières, dont les échangeurs permettent de produire de l'eau de chauffe en récupérant l'énergie des produits de combustion ;
- les radiateurs d'appartements permettent, à l'aide d'eau de chauffe, de chauffer l'air des locaux où ils sont installés pour notre confort ;
- l'eau chaude sanitaire peut être produite en réchauffant de l'eau du robinet à l'aide d'un circuit fermé de chauffage, a priori impropre à la consommation humaine, sans dénaturer l'eau traitée ;
- les machines frigorifiques, qu'il s'agisse d'un réfrigérateur, d'un climatiseur ou d'une pompe à chaleur, où ils sont indispensables ;
- le refroidissement de fluides chauds, pour éviter des dommages dus à une température trop élevée ; c'est le cas typique du radiateur automobile ;
- comme interface entre un circuit primaire et un circuit secondaire, pour assurer le confinement d'une zone sensible, typiquement dans une centrale nucléaire ;
- le recyclage de la chaleur de récupération avant son rejet dans le milieu extérieur, comme le fait un récupérateur sur air vicié dans une installation de ventilation à double flux.

## Transfert de chaleur

### Modes de transfert

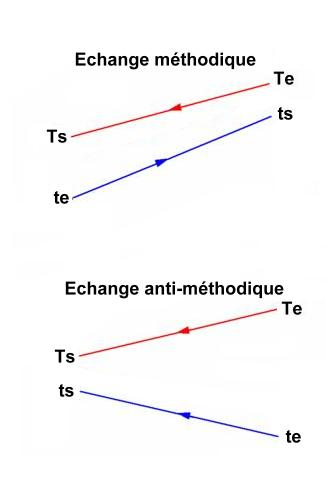
Croquis de principe figurant un échange de chaleur méthodique et anti-méthodique. Dans l'échange méthodique, la température de sortie du fluide froid peut être plus élevée que celle du fluide chaud. Dans l'échange anti-méthodique, ce n'est pas possible.

L'échange de chaleur se produit toujours par convection : plus la surface d'échange est grande, plus l'échange est performant.
On peut distinguer trois types d'échangeurs de chaleur principaux :
- à co-courant (ou échangeur anti-méthodique) : les deux fluides circulent parallèlement et dans le même sens. Dans un échangeur anti-méthodique, la température de sortie du fluide froid est nécessairement moins élevée que la température de sortie du fluide chaud ;
- à contre-courant (on parle aussi d'échangeur méthodique) : les deux fluides circulent parallèlement mais dans les sens opposés. Dans un échangeur méthodique, le coefficient d'échange est sensiblement supérieur à celui d'un échangeur anti-méthodique et la température de sortie du fluide froid peut être plus élevée que la température de sortie du fluide chaud ;
- à courants croisés : les deux fluides circulent dans des directions plus ou moins perpendiculaires.

Certains échangeurs sont hybrides :
- en épingle (ou en U) : le premier circuit fait un aller-retour dans une enveloppe que le second fluide parcourt. Cette configuration est comparable à un échangeur à courant parallèle sur la moitié de la longueur et pour l'autre moitié à un échangeur à contre-courant ; des chicanes sur le second circuit peuvent également former des échangeurs à courants croisés ;
- à contact direct : les deux fluides, nécessairement dans un état différent, peuvent être mis en contact comme c'est le cas dans les tours de refroidissement. Des buses pulvérisent l'eau à refroidir qui tombe dans l'air circulant dans la tour ; ce dernier s'échauffe, s'élève du fait de son changement de densité puis s'échappe à l'air libre. Un échange supplémentaire intervient par changement d'état : l'eau qui s'évapore refroidit celle qui reste liquide. Ça reste un échangeur à contre-courant mais avec plus d'échanges au prix de pertes d'eau ;
- dans le même principe et pour améliorer l'efficacité des échangeurs air-air, on peut injecter dans une des veines de l'eau pour qu'elle s'évapore, ce qui réduit la température de sortie des deux circuits et s'approche d'un refroidissement adiabatique.

### Modélisation de l'échange thermique - écart logarithmique de température

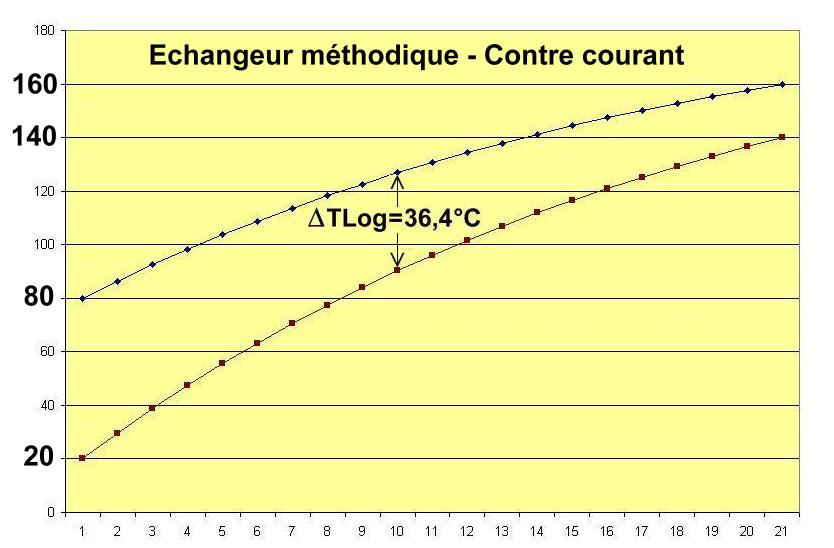
Évolution des températures suivant l'échange thermique entre fluide chaud et fluide froid dans un échangeur méthodique.

On s’intéresse à un échangeur entre un fluide chaud de température d'entrée dans l'échangeur {\displaystyle T_{e}} et de sortie {\displaystyle T_{s}} et un fluide froid de température d'entrée dans l'échangeur {\displaystyle t_{e}} et de sortie {\displaystyle t_{s}} {\displaystyle (t_{s}>t_{e}\ {\text{et}}\ T_{e}>T_{s})}.
On distingue les cas où l'échange de chaleur est méthodique ou anti-méthodique. En outre, les fluides considérés ont des capacités thermiques différentes.

#### Échelonnement des températures
L'échange n'est possible que si le fluide cédant sa chaleur est plus chaud que le fluide réchauffé : {\displaystyle T_{e}>t_{e}}
Le fluide chaud se refroidit, donc : {\displaystyle T_{e}>T_{s}\qquad T_{e}-T_{s}>0}
Le fluide froid se réchauffe, donc : {\displaystyle t_{s}>t_{e}\,\qquad \,t_{s}-t_{e}>0}
En additionnant les deux inégalités : {\displaystyle T_{e}-T_{s}+t_{s}-t_{e}>0} d'où {\displaystyle T_{e}-t_{e}>T_{s}-t_{s}}
Dans le cas d'un échange anti-méthodique on a en outre : {\displaystyle T_{s}>t_{s}} et donc : {\displaystyle T_{e}>T_{s}>t_{s}>t_{e}}

#### Écart de température logarithmique
On appelle écart de température logarithmique d'un échangeur la quantité suivante, notée {\displaystyle \Delta T\operatorname {Log} } et mesurée en degrés Celsius :
| | \| - si l'échangeur est anti-méthodique (à co-courant) : {\displaystyle \Delta T\operatorname {Log} ={(T_{s}-t_{s})-(T_{e}-t_{e}) \over \ln \left({T_{s}-t_{s} \over T_{e}-t_{e}}\right)}} - si l'échangeur est méthodique (à contre-courant) : {\displaystyle \Delta T\operatorname {Log} ={(T_{e}-t_{s})-(T_{s}-t_{e}) \over \ln \left({T_{e}-t_{s} \over T_{s}-t_{e}}\right)}} - avec : - {\displaystyle T_{e}=} température d'entrée du fluide chaud. - {\displaystyle T_{s}=} température de sortie du fluide chaud. - {\displaystyle t_{e}=} température d'entrée du fluide froid. - {\displaystyle t_{s}=} température de sortie du fluide froid. - si l'échange est méthodique, les fluides ont des capacités thermiques différentes[Note 2]. \| |

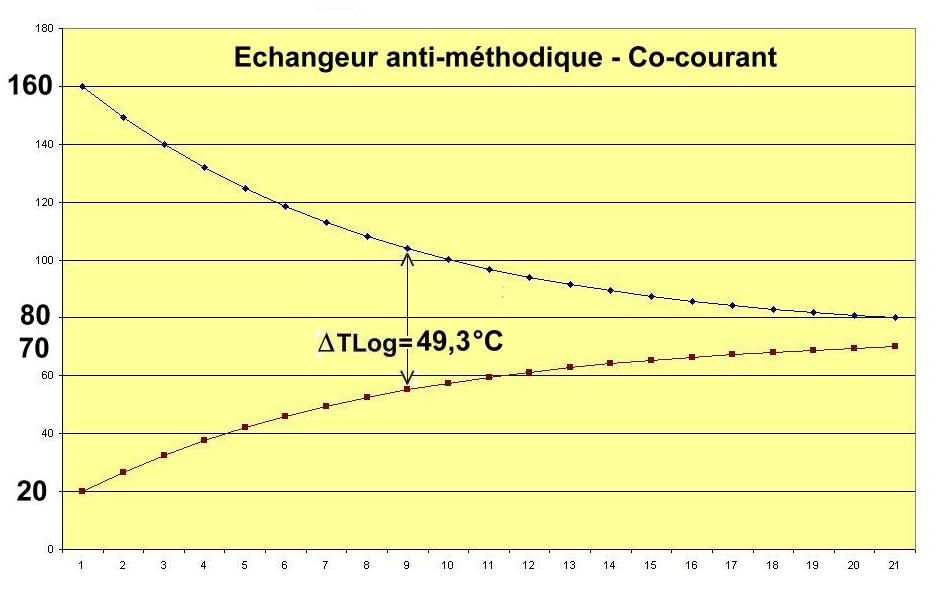
Évolution des températures suivant l'échange thermique entre fluide chaud et fluide froid dans un échangeur anti-méthodique.

| - si l'échangeur est anti-méthodique (à co-courant) : {\displaystyle \Delta T\operatorname {Log} ={(T_{s}-t_{s})-(T_{e}-t_{e}) \over \ln \left({T_{s}-t_{s} \over T_{e}-t_{e}}\right)}} - si l'échangeur est méthodique (à contre-courant) : {\displaystyle \Delta T\operatorname {Log} ={(T_{e}-t_{s})-(T_{s}-t_{e}) \over \ln \left({T_{e}-t_{s} \over T_{s}-t_{e}}\right)}} - avec : - {\displaystyle T_{e}=} température d'entrée du fluide chaud. - {\displaystyle T_{s}=} température de sortie du fluide chaud. - {\displaystyle t_{e}=} température d'entrée du fluide froid. - {\displaystyle t_{s}=} température de sortie du fluide froid. - si l'échange est méthodique, les fluides ont des capacités thermiques différentes. | |

#### Puissance thermique échangée
La puissance thermique échangée prend la forme suivante :
| | \| {\displaystyle W=h\times S_{e}\times \Delta T\operatorname {Log} } - avec : - {\displaystyle h={\mbox{coefficient global d'échange}}} - {\displaystyle S_{e}={\mbox{surface d'échange}}} \| |
| {\displaystyle W=h\times S_{e}\times \Delta T\operatorname {Log} } - avec : - {\displaystyle h={\mbox{coefficient global d'échange}}} - {\displaystyle S_{e}={\mbox{surface d'échange}}} | |

#### Démarche de calcul d'un échangeur
Le calcul de la surface d'échange d'un échangeur entre deux fluides de capacités thermiques différentes dont on souhaite qu'ils aient les températures d'entrée et de sortie de l'échangeur {\displaystyle T_{e}\;;\;T_{s}} pour le fluide chaud : {\displaystyle t_{e}\;;\;t_{s}} pour le fluide froid avec la condition {\displaystyle Q\times C\times (T_{e}-T_{s})=q\times c\times (t_{s}-t_{e})} s'effectue de la façon suivante :
- avec Q, le débit des fluides ;
- calcul du coefficient d'échange h par application des corrélations classiques des échanges thermiques qui donnent la valeur du nombre de Nusselt des écoulements. Quand cela est nécessaire (fortes variations des caractéristiques thermodynamiques des fluides), on effectue le calcul de h en différents points de l'échange de façon à disposer d'une valeur moyenne consolidée ;
- calcul du {\displaystyle \Delta T\operatorname {Log} } ;
- la surface d'échange nécessaire est alors donnée par la formule simple : {\displaystyle S_{e}={W \over \ h\times \Delta T\operatorname {Log} }}.

A contrario, si on connait la géométrie de l'échangeur, les températures d'entrée et les débits massiques des fluides, on peut évaluer la puissance échangée ainsi que les températures de sortie de l'échangeur avec la même formule. La majorité des calculs de pré-dimensionnement des échangeurs sont effectués avec cette formule.

#### Températures le long de l'échange
Avec l'hypothèse d'invariance du coefficient d'échange local, les températures du fluide chaud {\displaystyle T} et du fluide froid {\displaystyle t} le long de l'échange thermique en fonction de l'abscisse curviligne orientée dans le sens de l'écoulement du fluide {\displaystyle {S \over S_{e}}}sont données par les relations suivantes.
| |  |  | \| - Si l'échangeur est anti-méthodique (à co-courant) {\displaystyle T=T_{e}-{T_{e}-t_{e} \over 1+\alpha }\times \left[1-\left({T_{s}-t_{s} \over T_{e}-t_{e}}\right)^{S \over S_{e}}\right]\quad }{\displaystyle t=t_{e}+{T_{e}-t_{e} \over 1+{1 \over \alpha }}\times \left[1-\left({T_{s}-t_{s} \over T_{e}-t_{e}}\right)^{S \over S_{e}}\right]} - Si l'échangeur est méthodique (à contre-courant) {\displaystyle T=T_{e}-{T_{e}-t_{s} \over 1-\alpha }\times \left[1-\left({T_{s}-t_{e} \over T_{e}-t_{s}}\right)^{S \over S_{e}}\right]\quad }{\displaystyle t=t_{e}+{T_{s}-t_{e} \over 1-{1 \over \alpha }}\times \left[1-\left({T_{e}-t_{s} \over T_{s}-t_{e}}\right)^{S \over S_{e}}\right]} - avec : - {\displaystyle \alpha ={t_{s}-t_{e} \over T_{e}-T_{s}}} - {\displaystyle {S \over S_{e}}={\mbox{abscisse curviligne de l'échange dans le sens d'écoulement du fluide}}} - Si on souhaite avoir les températures en regard l'une de l'autre au même endroit de l'échangeur dans le cas de l'échange méthodique il faut remplacer{\displaystyle {S \over S_{e}}} par {\displaystyle 1-{S \over S_{e}}} dans l'une ou l'autre des formules donnant {\displaystyle T} et {\displaystyle t} \| |
| - Si l'échangeur est anti-méthodique (à co-courant) {\displaystyle T=T_{e}-{T_{e}-t_{e} \over 1+\alpha }\times \left[1-\left({T_{s}-t_{s} \over T_{e}-t_{e}}\right)^{S \over S_{e}}\right]\quad }{\displaystyle t=t_{e}+{T_{e}-t_{e} \over 1+{1 \over \alpha }}\times \left[1-\left({T_{s}-t_{s} \over T_{e}-t_{e}}\right)^{S \over S_{e}}\right]} - Si l'échangeur est méthodique (à contre-courant) {\displaystyle T=T_{e}-{T_{e}-t_{s} \over 1-\alpha }\times \left[1-\left({T_{s}-t_{e} \over T_{e}-t_{s}}\right)^{S \over S_{e}}\right]\quad }{\displaystyle t=t_{e}+{T_{s}-t_{e} \over 1-{1 \over \alpha }}\times \left[1-\left({T_{e}-t_{s} \over T_{s}-t_{e}}\right)^{S \over S_{e}}\right]} - avec : - {\displaystyle \alpha ={t_{s}-t_{e} \over T_{e}-T_{s}}} - {\displaystyle {S \over S_{e}}={\mbox{abscisse curviligne de l'échange dans le sens d'écoulement du fluide}}} - Si on souhaite avoir les températures en regard l'une de l'autre au même endroit de l'échangeur dans le cas de l'échange méthodique il faut remplacer{\displaystyle {S \over S_{e}}} par {\displaystyle 1-{S \over S_{e}}} dans l'une ou l'autre des formules donnant {\displaystyle T} et {\displaystyle t} |  |  | |

Un exemple d'application est donné à l'article générateur de vapeur

## Types d’échangeurs
Différents types d'échangeurs s'adaptent aux objectifs recherchés.

### Échangeur à tubes en U

Schéma d'un échangeur à tubes en U.

Il s'agit de l'échangeur le plus commun.
| Avantages                                                                                   | Inconvénients                                                 | Utilisation                                              |
| ------------------------------------------------------------------------------------------- | ------------------------------------------------------------- | -------------------------------------------------------- |
| - Résiste aux fortes pressions - Libre dilatation des tubes et du corps - Toutes puissances | - Encombrement - Prix de revient élevé - Débouchage difficile | - vapeur/eau - Eau surchauffée/eau - Huile/eau - Process |

### Échangeur à faisceau tubulaire horizontal

Schéma d'un échangeur tubulaire.

Un échangeur tubes-calandre (ou échangeur de chaleur coque et tube, ou encore échangeur à tubes et virole) est constitué d'un faisceau de tubes disposé à l'intérieur d'une enveloppe dénommée calandre. L'un des fluides circule à l'intérieur des tubes et l'autre à l'intérieur de la calandre, autour des tubes. On ajoute en général des chicanes dans la calandre, qui jouent le rôle de promoteurs de turbulence et améliorent le transfert thermique, ou des ailettes montées sur les tubes pour augmenter la surface d'échange lorsque les fluides en présence ont des coefficients d'échange très différents (échangeurs air / eau par exemple)[réf. nécessaire].
À chaque extrémité du faisceau est fixée une boîte de distribution qui assure la circulation du fluide à l'intérieur des tubes en une ou plusieurs passes. La calandre est elle aussi munie de tubulures d'entrée et de sortie pour le second fluide suivant le chemin imposé par les chicanes (voir figure).
Le faisceau de tubes peut être fixé à la calandre (soudé, brasé ou assemblé mécaniquement par dudgeonnage) ou bien flottant. Cette dernière configuration permet un démontage du faisceau de tubes pour la maintenance (nettoyage ou remplacement), mais limite le phénomène de contraintes de dilatation différentielle lorsque de brusques variations de température surviennent.
| Avantages | Inconvénients                                                                                | Utilisation                                              |
| --- | -------------------------------------------------------------------------------------------- | -------------------------------------------------------- |
| - Résiste aux fortes pressions - Pour toutes les puissances - Economique - Accepte des grands écarts de température - Peut être utilisé en condensation partielle | - Contraintes sur les tubes - Difficulté de nettoyage (multitubes) - Sensible aux vibrations | - Eau/eau - Vapeur/eau - Huile/eau - Eau surchauffée/eau |

### Échangeur à faisceau tubulaire vertical
| Avantages | Inconvénients              | Utilisation                                                                         |
| --- | -------------------------- | ----------------------------------------------------------------------------------- |
| - Faible encombrement - L'échangeur peut être plein de condensat - Parfaitement adapté à l'échange vapeur haute pression/eau | - Formation de poche d'air | - Vapeur HP/eau - Eau surchauffée/eau - Fluide thermique/eau - Fumées/eau - Process |

### Échangeur à spirales

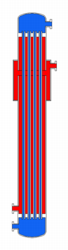
Schéma d'un échangeur tubulaire.

Schéma d'un échangeur à spirale.

Un échangeur à spirales consiste en deux plaques de métal enroulées de manière hélicoïdale pour former une paire de canaux en spirale. Le diamètre de l'échangeur est relativement grand, la surface d'échange maximale atteignant environ 450 m2 pour un diamètre de 3 m, ce qui le place dans la catégorie des échangeurs non compacts. L'échange de chaleur n'est pas aussi bon que celui de l'échangeur à plaques, car la surface d'échange ne possède pas en règle générale de profil, mais pour une même capacité d'échange, un échangeur spiral nécessite 20 % de moins de surface d'échange qu'un échangeur à faisceau tubulaire.
Il est utilisable pour les liquides visqueux ou pour les mélanges liquide-solide et possède une capacité auto-nettoyante garantissant un encrassement réduit par rapport à l'échangeur à faisceau tubulaire. Il ne peut travailler que sous des différences de températures et de pression limitées. 
| Avantages                                                                                                | Inconvénients                          | Utilisation                                  |
| --- | -------------------------------------- | -------------------------------------------- |
| - Grande surface de contact - Large passage - Encombrement réduit - Excellent condenseur - Autonettoyant | - Non démontable - Ecarts de T limités | - Eau/eau - Vapeur/eau - Eau surchauffée/eau |

### Échangeur à plaques
L'échangeur à plaques est un type d'échangeur de chaleur qui connaît un usage croissant dans l'industrie et dans le génie climatique. Il est composé d'un grand nombre de plaques disposées en forme de mille-feuille et séparées les unes des autres d'un espace de quelques millimètres où circulent les fluides. Le périmètre des plaques est bordé d'un joint qui permet par compression de l'ensemble d'éviter les fuites, tant entre les deux fluides que vers l'extérieur.

#### Échangeur eau-eau

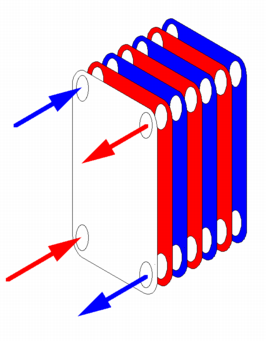
Schéma d'un échangeur à plaques. Sur cet exemple, chaque fluide suit la diagonale qui lui est affectée.

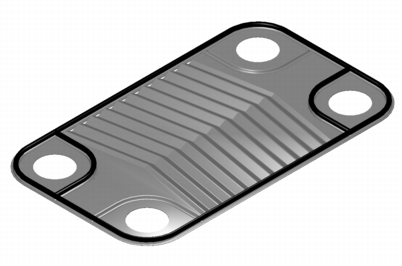
Une plaque avec un profil à chevrons. Le joint (en noir, qui est retourné entre chaque plaque) permet d'isoler les fluides l'un de l'autre et chacun du milieu extérieur.

Les plaques ne sont pas plates mais possèdent une surface ondulée selon un schéma bien précis afin de créer un flux turbulent synonyme d'un transfert de chaleur plus performant et de répartir les fluides sur toute la surface d'échange. Plus il y a de plaques, plus la surface d'échange est grande et plus l'échangeur est efficace.
Dans les illustrations ci-contre, le fluide bleu se déplace (dans un intervalle sur deux) du coin supérieur gauche vers le coin inférieur droit des plaques ; sa circulation dans les canaux réservés au fluide rouge est bloquée par la position du joint tel que représenté. Le fluide rouge parcourt l'autre diagonale ; le joint doit être retourné pour obturer les canaux réservés au fluide bleu.
L'avantage de ce type d'échangeur est sa simplicité qui en fait un échangeur peu coûteux, peu encombrant et facilement adaptable par ajout/retrait de plaques afin d'augmenter/réduire la surface d'échange en fonction des besoins. La surface en contact avec l'extérieur est réduite au minimum, ce qui permet de limiter les pertes thermiques ; l'étroitesse de l'espace où circulent les fluides ainsi que le profil des plaques assurent un flux turbulent permettant un excellent transfert de chaleur mais au prix de pertes de charge importantes. Cette perte de charge ne peut être compensée par une pression d'entrée des fluides élevée (qui ne peut dépasser 2,5 MPa
) car une trop grande pression pourrait causer des fuites au travers des joints voire l'écrasement des plaques du fait de la différence de pression entre fluides, ce qui réduirait considérablement les sections de passage.
De plus, la différence de températures entre les deux fluides ne doit pas être trop grande pour éviter une déformation des plaques par dilatation/contraction de ces dernières qui empêcherait les joints entre les plaques d'être en permanence parfaitement étanches.
La turbulence permet de réduire l'encrassement de la surface d'échange de 10-25 % par rapport à un échangeur à faisceau tubulaire. Comparativement à un échangeur à faisceau tubulaire, la surface d'échange d'un échangeur à plaques est inférieure de 50 % pour la même puissance.
| Avantages | Inconvénients | Utilisation                                 |
| --- | --- | ------------------------------------------- |
| - Compact - Très bons coefficients de transfert - Encombrement réduit - Prix compétitif - Peu de pertes thermiques - Modulable | - Écart de température limité - Régulation délicate - Pertes de charge importantes - Pression de travail limitée | - Eau/eau - Huile/eau - Eau surchauffée/eau |

#### Échangeur air-air

Échangeurs à plaques air-air, du plus simple au plus complexe.

Ces échangeurs sont utilisés depuis longtemps, notamment en sidérurgie pour préchauffer l'air comburant injecté dans les hauts fourneaux en récupérant l'énergie contenue dans leurs fumées. Les usines d’incinération des ordures ménagères peuvent aussi en être dotées ; ils fonctionnent sur le même principe.
On en trouve de plus en plus dans les centrales de traitement d'air à double-flux pour récupérer l'énergie contenue dans l'air extrait avant de rejeter ce dernier dans le milieu naturel ; outre de réduire la consommation d'énergie onéreuse et les rejets de gaz à effet de serre, ça limite également le réchauffement climatique.
Comme leurs cousins eau-eau, ils sont constitués de multiples plaques assemblées en millefeuille dont les intervalles sont parcourus alternativement par l'air neuf (aspiré à la température extérieure) et par l'air extrait (à la température des locaux traités). Pour fonctionner, ils ne nécessitent pas d'autre énergie que celle nécessaire à faire se mouvoir l'air, énergie fournie par la centrale dans laquelle ils sont installés. La récupération d'énergie se fait tant en mode chauffage qu'en mode rafraîchissement.
Pour qu'ils restent efficaces, l'air les parcourant doit être filtré, ce qui évitera les dépôts nuisibles de poussières sur les plaques.
Dans le même esprit et quand l'air neuf est très froid, la vapeur d'eau contenue dans l'air extrait peut condenser (ce qui fournit encore de l'énergie mais nécessite d'évacuer les condensats) voire givrer, ce qui risque d'obturer les canaux d'air extrait et, par là, de réduire l'utilité de la centrale à néant.
Dans ces conditions extrêmes, une partie de l'entrée d'air neuf de l'échangeur est cycliquement obturée, ce qui permet à l'air extrait de réchauffer les plaques à tour de rôle et, par là, d'éviter leur givrage.

### Colonne de Bouhy

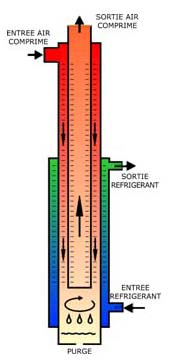
Colonne de Bouhy.

Alternative aux échangeurs à plaques dans les sécheurs d'air comprimé, la colonne de Bouhy est un échangeur à tête d'épingle auquel a été ajouté un séparateur air/eau centrifuge dans la partie inférieure. Le dispositif dispose de deux échangeurs coaxiaux, le premier servant à amener l'air en dessous de son point de rosée, le second servant à la fois à ramener l'air à une température convenant à son utilisation et surtout à augmenter l'efficacité du refroidissement. Ce type d'échangeur se caractérise par une très faible perte de charge[réf. nécessaire].

### Échangeur à bloc

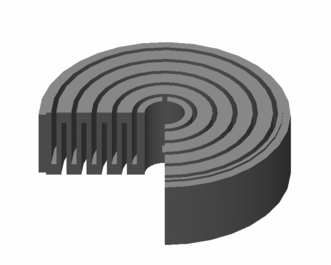
Schéma d'un échangeur à bloc complexe.

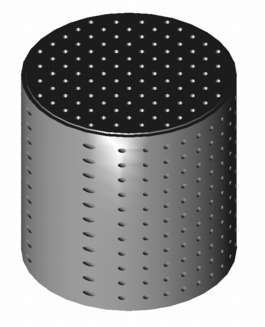
Schéma d'un échangeur à bloc simple.

L'échangeur à bloc est un type d'échangeur de chaleur réservé à des applications particulières. Il consiste en un bloc d'une matière thermiquement conductrice percé de multiples canaux dans lesquels circulent les 2 fluides. Le bloc est le plus souvent composé de graphite additionné parfois de polymères pour améliorer les propriétés mécaniques de l'échangeur. Le bloc est placé dans une structure qui assure la distribution des liquides dans les canaux.
Le bloc peut avoir différentes formes : cylindrique ou cubique. Il peut encore être composé d'un seul bloc ou de plusieurs parties empilées de manière à permettre les fluides de passer d'une partie à l'autre. L'intérêt de ce type d'échangeur de chaleur est principalement sa résistance chimique aux liquides corrosifs ainsi que sa capacité modulaire : le bloc peut facilement être remplacé en cas de fuites. Le fait que le rapport volume libre pour passage des fluides/volume du bloc est très petit crée une grande inertie dans les cas de changements de température : le bloc agit comme un réservoir et peut lisser les différences de température.
Les blocs sont cependant fragiles tant aux chocs qu'aux grands écarts de température (problème de dilatation non uniforme pouvant conduire à des fissurations du bloc). Le prix est relativement élevé par rapport aux autres types d'échangeurs et le transfert de chaleur est en général moyen : l'épaisseur de la paroi d'échange est plus grande que pour une surface d'échange en métal pour cause de fragilité, ce qui augmente la résistance au transfert.
| Avantages                                                                    | 'Inconvénients                                                                                  | Utilisation                                                       |
| ---------------------------------------------------------------------------- | ----------------------------------------------------------------------------------------------- | ----------------------------------------------------------------- |
| - Bonne résistance chimique - Inertie - Peu de pertes thermiques - Modulable | - Sensible aux grands écarts de T - Sensible aux chocs - Coefficients de transfert moyen - Prix | - Vapeur/eau - Eau/eau - Eau surchauffée/eau - Liquides corrosifs |

### Échangeur à ailettes

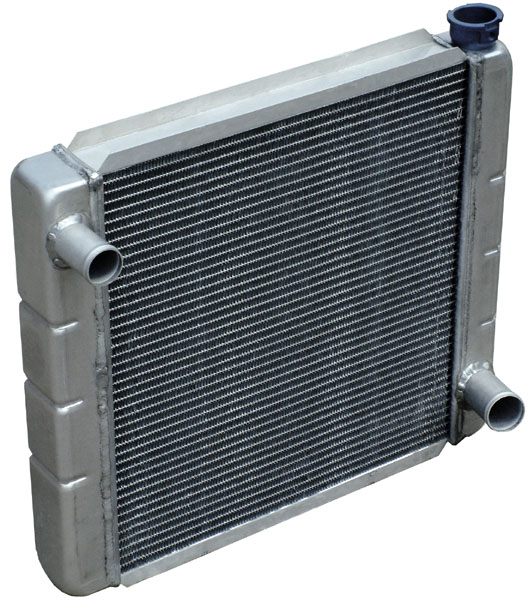
Échangeur eau/air d'automobile.

Un échangeur à ailettes est un échangeur relativement simple : il consiste en un conduit cylindrique ou rectangulaire sur lequel sont fixées des lames métalliques de différentes formes. Le fluide de refroidissement est en général l'air ambiant. La chaleur est transférée du fluide chaud circulant dans le conduit principal aux lames métalliques par conduction thermique ; ces lames se refroidissent au contact de l'air.
Ce type d'échangeur est utilisé pour le chauffage dans les bâtiments : de l'eau est chauffée dans l'installation de chauffage et circule dans des radiateurs qui sont des échangeurs à ailettes. On utilise également ce type d'installation pour refroidir les moteurs de voiture ou encore les moteurs en tout genre. Dans ce dernier cas, la chaleur due aux frottements et à l'induction magnétique (cas d'un moteur électrique) est directement transférée à la protection extérieure du moteur qui possède des ailettes fixées à sa surface.

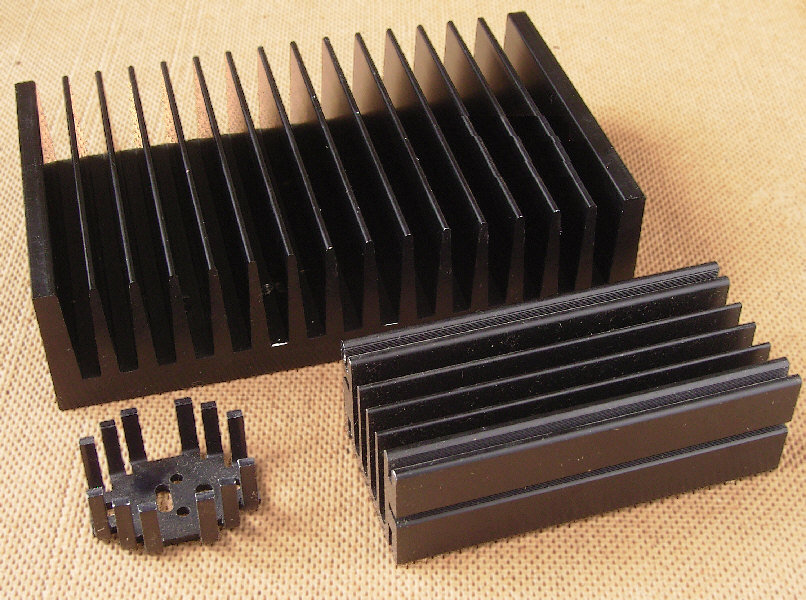
Radiateur pour l'électronique.

Le transfert thermique est limité notamment du côté du fluide de refroidissement par manque d'un système de circulation : l'air circule principalement par convection naturelle autour de l'échangeur. Cette limitation peut toutefois être supprimée par ajout d'un système de ventilation. Cet échangeur est très simple et peut prendre des formes particulières, ce qui le rend intéressant dans l'électronique.
| Avantages                                          | Inconvénients      | Utilisation                        |
| -------------------------------------------------- | ------------------ | ---------------------------------- |
| - Bon rendement - Peut prendre des formes précises | - Craint les chocs | - eau/air - huile/air - solide/air |

### Échangeur à fils fins
De nouveaux échangeurs à fils fins permettent des échanges eau/air à très faibles écarts de température en chauffage ou refroidissement.